# توموتاکا کیتامورا
توموتاکا کیتامورا (انگلیسی: Tomotaka Kitamura؛ زادهٔ ۲۷ مهٔ ۱۹۸۲) بازیکن فوتبال اهل ژاپن است.